# Matchmaking
Em jogos eletrônicos multijogador matchmaking, organizar partida ou organizar jogo é o processo de conectar jogadores para sessões de jogo online.

## Listas de reprodução
As listas de reprodução são fluxos gerenciados automaticamente de sessões de jogo online nas quais os jogadores podem participar e sair à vontade. Um conjunto de regras predefinidas é usado para determinar a configuração de cada sessão sem a necessidade de entrada humana.
Os jogos normalmente oferecem uma variedade de listas de reprodução temáticas (por exemplo, equipes ou solo, conjuntos de regras peculiares etc.) para se adequar a diferentes gostos ou modos. Como as listas de reprodução são manipuladas por servidores controlados pela desenvolvedora do jogo, é possível que elas sejam alteradas ao longo do tempo.
Quando um jogador seleciona uma lista de reprodução, ele se junta a um grupo de outras pessoas que fizeram a mesma escolha. O servidor da lista de reprodução os conecta a uma sessão existente ou cria uma nova.

## Parties
Parties são grupos de jogadores que são tratados como uma única entidade pelos sistemas de matchmaking. Uma parte pode pular de uma sessão para outra sem que seus jogadores se separem. O conceito é particularmente adequado para listas de reprodução, que podem lidar automaticamente com a logística de encontrar ou criar sessões de reprodução com espaço suficiente para todo o grupo.

## Salas de espera
Salas de espera são telas de menu onde os jogadores podem inspecionar a próxima sessão do jogo, examinar os resultados da última, alterar suas configurações e conversar entre si.
Em muitos jogos, os jogadores retornam à sala de espera no final de cada sessão. Em alguns, os jogadores que ingressam em uma sessão que já foi iniciada são colocados na sala de espera até o início da próxima. Como as salas de espera consomem muito poucos recursos, às vezes são usadas adicionalmente como uma "caneta de retenção" para os jogadores, enquanto um host adequado para a próxima sessão é encontrado.
As salas de espera criadas por listas de reprodução geralmente têm um cronômetro de contagem regressiva antes do início da sessão, enquanto as salas criadas por um jogador geralmente fazem a transição a seu critério.

## Ranqueamento
Muitos sistemas de matchmaking apresentam um sistema de ranking que tenta combinar jogadores com habilidades aproximadamente iguais. Um exemplo disso é o sistema TrueSkill do Xbox Live.
Jogos com ranque geralmente oferecem sessões sem classificação para jogadores que não desejam que seu desempenho seja gravado e analisado. Eles são mantidos separados para que os jogadores ranqueados e não ranqueados não se misturem.

## Navegadores de servidor
Alguns jogos (especialmente aqueles com servidores dedicados) apresentam uma lista de sessões ativas para os jogadores e permitem que eles selecionem manualmente uma. Esse sistema pode ser usado em conjunto com ranqueamento e salas de espera, mas é frustrado pela criação de listas de reprodução por sessão.
A maioria desses navegadores de servidor permitem que os jogadores filtrem os resultados que fornecem. Os critérios comuns de filtro incluem nome do servidor, contagem de jogadores, modo de jogo e latência.

## Listas de contatos
Uma das formas mais básicas e comuns de matchmaking é fornecer aos jogadores uma lista de outros jogadores que eles já encontraram anteriormente e que podem querer jogar novamente. O status de cada jogador (offline, online, jogando) é mostrado, a opção de ingressar em uma sessão em andamento é fornecida e, geralmente, é possível enviar mensagens de bate-papo.
Em muitos casos, as listas de contatos são gerenciadas pela plataforma na qual um jogo é executado (por exemplo, Xbox Live, PlayStation Network, Steam) para economizar aos jogadores a sobrecarga de gerenciar muitas listas separadas para muitos jogos individuais.

## Bate-papo
Em alguns jogos multijogador online, existe um sistema de bate-papo nas partidas onde as pessoas podem se comunicar com outras pessoas em todo o mundo. O bate-papo ajuda os amigos a se conectarem, a falar sobre estratégia e a fazer amizade com os outros para manter o jogo mais divertido.

## História
Os primeiros jogos online, como Doom, exigiam que os jogadores trocassem seus endereços IP pessoais. Com Quake, eles evoluíram para endereços de servidores dedicados mais permanentes e um catálogo de endereços foi adicionado ao menu do jogo para armazená-los, mas encontrar os IPs em primeiro lugar permaneceu um processo muito envolvido.
Os jogadores passaram a listar servidores nos sites de seus clãs. Em 1996, esse processo foi automatizado com os primeiros navegadores de servidor: um integrado ao Diablo via Battle.net, o outro, um aplicativo de desktop para jogadores de Quake chamado QSpy (que se tornou o GameSpy Arcade). Nos dois casos, um "servidor mestre" armazenava e transmitia uma lista de IPs; Diablo também apresentava uma lista de contatos. Os navegadores de servidor facilitaram os jogos online pela primeira vez e, como resultado, sua popularidade cresceu rapidamente.
O matchmaking viu sua próxima grande evolução com o lançamento de Halo 2 em 2004. A cultura do clã necessária para dar suporte a servidores dedicados não deu o salto para os consoles, e esperar que os jogadores se auto-hospedassem se mostrou limitante. Halo 2 resolveu o problema automatizando o processo de auto-hospedagem com os conceitos gêmeos de listas de reprodução e parties, um sistema que se mostrou tão bem-sucedido que rapidamente se tornou o segundo padrão da indústria para matchmaking.
Hoje, as listas de reprodução são mais comuns em jogos de console, enquanto os navegadores de servidor são mais comuns em jogos de PC.